# Volker Christian Wehdeking
Volker Wehdeking (* 23. Oktober 1941 in Garmisch-Partenkirchen) ist ein deutscher Germanist und emeritierter Professor für Literaturwissenschaft und Medien an der Hochschule der Medien Stuttgart.

## Leben und Wirken
Wehdeking legte 1960 sein Abitur am Gymnasium Werdenfels ab und wurde für das Studien-Stipendium des Maximilianeums vorgeschlagen. Nach dem Studium der Germanistik, Amerikanistik und Komparatistik bei Peter Demetz und René Wellek wurde er nach dem M.A. (1965) im Jahr 1970 an der Yale University promoviert und wurde im selben Jahr Assistant Professor für Germanic Languages and Literatures an der University of Kansas. 1973 ging er als Forschungsassistent an die Universität Konstanz, um dort mit Postdoctoral Research am Lehrstuhl von Wolfgang Iser mitzuarbeiten. Er profitierte von der international renommierten Konstanzer Schule der Hermeneutik und Rezeptionstheorie. Von 1976 bis 1984 war er Dozent für Anglistik und Bibliotheksrat an der Universität Augsburg.
Wehdeking erhielt 1984 einen Ruf an die Hochschule der Medien Stuttgart als Professor für Literatur und Medien. Bis zu seiner Emeritierung 2007 hielt er Vorlesungen über Deutsche Gegenwartsliteratur im Internationalen Kontext und im Medienverbund, vor allem mit dem Film der Gegenwart.
In den letzten Jahren seiner Tätigkeit an der Hochschule wurde er zunehmend nach Paris zur Mitarbeit an der Gegenwartsliteratur mit den Professorinnen Anne-Marie Corbin und Marie-Hélène Quéval sowie Jean-Marie Valentin (Paris, Sorbonne und Le Mans) zu Vorträgen, Forschungszwecken und Kongressen eingeladen und veröffentlichte zu den wichtigsten Autoren der Post-DDR-Literatur, Uwe Tellkamp, Ingo Schulze, Monika Maron und Lutz Seiler u. a. in den Ètudes Germaniques, Sonderheft zu Écritures du Wenderoman, einem Internationalen Kolloquium zur Post-DDR-Literatur in Paris und Le Mans. 1996 leitete er die Weidener Literaturtage zum Thema „Post-DDR-Literatur im gesamtdeutschen Kontext“. Volker Braun, Daniela Dahn, F. C. Delius, Erich Loest und Lutz Rathenow nahmen teil.
Bei weiteren Schwerpunkten zu den Umbrüchen der Deutschen Literatur 1945 und 1989, vor allem zur Gruppe 47 und Nachkriegsliteratur im Vergleich zur Post-DDR-Literatur nach 1989 im europäischen Kontext wurde Wehdeking an die Universität Sevilla und ans Heinrich-Heine-Haus Paris zu Kongressen und Forschungszwecken eingeladen. Zuletzt arbeitete er mit an einem Projekt der Universität Tübingen zum Visual Turn dreier Umbrüche, 1968, 1989 und zum 11. September 2001, zur Post-DDR-Prosa unter Leitung von Carolin Führer. Im Jahr 2015 nahm Wehdeking an dem Herrenhäuser Schlossgespräch „Kunst ohne Kontinuitäten?“ zusammen mit Helmut Böttiger über den deutschen literarischen Neuanfang nach 1945 teil.
Seit 2013 lebt Wehdeking wieder in Garmisch-Partenkirchen.

## Auszeichnungen
- Europäischer Schultag-Aufsatz-Preis 1960[10]
- University Fulbright und Wilson Stipendien, Yale University, 1963–1965
- Ernennung zum Mitglied der Société européenne de culture, Venedig 2000
- Ernennung in den Beirat der Internationalen Hermann-Hesse-Gesellschaft, Calw, 2008[11]

## Veröffentlichungen (Auswahl)

### Als Autor
- Der Nullpunkt. Deutsche Nachkriegsliteratur (1945–1948) in den amerik. Kriegsgefangenenlagern. Dissertation. Metzler, Stuttgart 1971, ISBN 3-476-00233-0.
- Alfred Andersch. Metzler, Stuttgart 1983, ISBN 3-476-10207-6.
- Anfänge westdeutscher Nachkriegsliteratur. Alano, Aachen 1989, ISBN 3-924007-92-6.
- mit Günter Blamberger: Erzählliteratur der frühen Nachkriegszeit. C.H. Beck, München 1990, ISBN 3-406-34759-2.
- Die deutsche Einheit und die Schriftsteller. Literarische Verarbeitung der Wende seit 1989. Kohlhammer, Stuttgart 1995, ISBN 3-17-012723-3.
- Zwischen Exil und ‚vorgeschobenem Posten‘ der Kulturnation. Thomas Mann als Projektionsfigur. In: Günther Rüther (Hrsg.) Literatur in der Diktatur. Schreiben im Nationalsozialismus und DDR-Sozialismus. Schöningh, Paderborn 1997, ISBN 3-506-77365-8, S. 145–162.
- Die Stimme hinter dem Text. Begegnungen mit Schriftstellern. Erinnerungen an die Gruppe 47. Vlg..der Humboldt-Gesellschaft für Wiss., Kunst, Bildung e.V. Mannheim, Alzey 2000, ISBN 3-87854-149-X.
- Generationswechsel. Intermedialität in der deutschen Gegenwartsliteratur. E. Schmidt, Berlin 2007, ISBN 978-3-503-09827-9.
- Filmkontexte und Star-Images in Patrick Roths "Starlite Terrace". Postmoderne (Teil-) Identifikation. In: Michaela Kopp-Marx (Hrsg.) Der Lebendige Mythos. Das Schreiben von Patrick Roth. Königshausen & Neumann, Würzburg, 2010, ISBN 978-3-8260-3972-0, S. 425–439.
- Der frühe Heinrich Böll (1937–1959): Schuld- und Widerstandsdiskurs, Intertextualität und Medienreflexion. In: Jürgen Egyptien (Hrsg.) Literatur der Moderne. Jb. der Walter-Hasenclever-Gesellschaft, ISBN 978-3-89971-804-1. V&R unipress, Göttingen 2011, S. 195–220.
- Intermediale Gegenwartsliteraturschreibung. ZfdPh 131, 2012, Sonderheft Deutschsprachige Literatur(en) seit 1989, Hrsg. Norbert Otto Eke, Stefan Elit, ISSN 0044-2496, 15–37.
- Über Identität und literarische (Selbst-) Inszenierung der deutsch-jüdischen Minderheit nach 1945 und in der Gegenwartsliteratur. In; Norbert Honsza / Przemyslaw Sznurkowski (Hrsg.) Deutsch-jüdische Identität. Mythos und Wirklichkeit. Ein neuer Diskurs? Peter Lang Edition, Frankfurt a. M. 2013, ISBN 978-3-631-64250-4, S. 135–155.
- Hermann Hesse. In der Reihe Literatur kompakt. Tectum, Marburg 2014, ISBN 978-3-8288-3119-3.
- Die Werkentwicklung des Autors Alfred Andersch. Der veränderte Engagement-Begriff. In: Norman Ächtler (Hrsg.) Alfred Andersch. Engagierte Autorschaft. S Metzler, Stuttgart 2016, ISBN 978-3-476-02638-5, S. 43–59.
- Michael Ende. Der Fantasy-Autor und seine Filme. Beiträge zur Michael-Ende-Woche in Garmisch-Partenkirchen zum 90. Geburtstag Michael Endes. Allitera, München 2018, ISBN 978-3-96233-065-1.
- Bildmomente der Erinnerung an 1989. Das Narrativ der Friedlichen Revolution in Post-DDR-Prosa, -Lyrik und -Film. Berlin, E. Schmidt, Berlin 2020, ISBN 978-3-503-19430-8.
- Filmadaptionen deutschsprachiger Gegenwartsliteratur. Medienästhetische Aufsätze. WVT, Trier 2021, ISBN 978-3-86821-927-2.
- Mauerfall und Visual Turn. Bildikonen im Narrativ der Friedlichen Revolution in der Post-DDR-Prosa. In: Carolin Führer, Antonius Weixler (Hrsg.). Umbruch – Bild – Erinnerung. Beziehungsanalysen. V&R unipress, Göttingen 2022. ISBN 978-3-8471-1379-9, S. 153–182.
- Der intermediale Nachhall. Bildikonen der jüngsten DDR-Generation. Tectum, Baden-Baden 2024. ISBN 978-3-68900-124-7.

### Als Herausgeber
- mit Irene Heidelberger-Leonard: Alfred Andersch. Perspektiven zu Leben und Werk. Westdeutscher Verlag, Wiesbaden 1994, ISBN 3-531-12381-5.
- Mentalitätswandel in der deutschen Literatur zur Einheit (1990–2000). E. Schmidt, Berlin 2000, ISBN 978-3-503-04974-5.
- mit Anne-Marie Corbin: Deutschsprachige Erzählprosa im europäischen Kontext. WVT, Trier 2003, ISBN 3-88476-555-8.
- Medienkonstellationen. Literatur und Film im Kontext von Moderne und Postmoderne. Tectum, Marburg 2008, ISBN 978-3-8288-9678-9.
- Licht aus dem Osten? Hermann Hesses transkulturelle Orientbezüge. Konferenzschrift. Tectum, Marburg 2011, ISBN 978-3-8288-2737-0.